# Mahmoud Hassan (Ringer)
Ali Mahmoud Hassan (arabisch محمود حسن, DMG Maḥmūd Ḥasan; * 15. Dezember 1919 in Kairo; † 10. September 1998) war ein ägyptischer Ringer.

## Internationale Karriere
Seinen ersten Internationalen Auftritt hatte er bei den Europameisterschaften 1947 in Prag, bei denen er im Bantamgewicht gewann. Bei den Olympischen Sommerspielen 1948 in London gewann er im Bantamgewicht die Silbermedaille. Bei den Weltmeisterschaften 1950 in Stockholm gewann er die Konkurrenz im Bantamgewicht. Bei den Olympischen Sommerspielen 1952 in Helsinki verlor er in der ersten Runde gegen den späteren Olympiasieger Imre Hódos aus Ungarn.